# Tetulia
Tetulia è un sottodistretto (upazila) del Bangladesh situato nel distretto di Panchagarh, divisione di Rangpur. Si estende su una superficie di 189,12 km² e conta una popolazione di 125.454  abitanti (censimento 2011).